# Legionella cincinnatiensis
Espèce
Legionella cincinnatiensis est une espèce de bactéries gram-négatives de la famille des Legionellaceae. Elle fait partie des Legionella identifiées comme pathogènes pour l'homme.

## Historique
En 1982, un patient de 24 ans est hospitalisé à l'hôpital universitaire de Cincinnati car sa transplantation rénale est rejetée. Il développe une broncho-pneumonie asymptomatique avec présence d'une lésion nodulaire au poumon gauche. Le prélèvement de ce nodule ressort négatif pour la présence de bactéries, champignons ou même Pneumocystis carinii. Toutefois, une revue rétrospective de ces échantillons pulmonaires avec une autre méthode de coloration révèle la présence de bacilles. La mise en culture des échantillons permet la découverte d'une bactérie ressemblant aux Legionella mais dont les tests d'immunofluorescences directes restent négatifs. La souche isolée se révèle être une nouvelle espèce.

## Description
Les Legionella cincinnatiensis sont des bacilles gram-négatifs dont la croissance est possible sur milieu BCYE supplémenté en L-cystéine mais pas en l'absence de cet acide aminé.
Les études d'hyridation ADN-ADN totales avec les autres espèces de Legionella déjà connues, au moment de sa description, ne montrent de réassociations significatives qu'avec les espèces Legionella longbeachae, L. santicrucis et L. sainthelsensi mais étant au maximum de 44 %, ces résultats confirme qu'il s'agit d'une nouvelle espèce.

## Taxonomie
Le nom correct complet (avec auteur) de ce taxon est Legionella cincinnatiensis Thacker et al. 1989.
La souche type de cette espèce est la souche 72-OH-H, qui a été isolée chez un patient. Cette souche est déposée à l'ATCC sous le numéro ATCC 43753 et dans d'autres banques de cultures bactériennes sous les identifiants CCUG 31230, CCUG 31230 A, CIP 103875 (collection de l'Institut Pasteur), DSM 19233, et NCTC 12438.

### Étymologie
Comme la souche type de cette esp_èce a été isolé dans la ville de Cincinnati, le nom de celle-ci a servi pour construire le nom de cette espèce. L'étymologie est la suivante : cin.cin.na.ti.en’sis. N.L. masc./fem. adj. cincinnatiensis, appartenant à Cincinnati, Ohio,.